# Wuluh
Wuluh is een bestuurslaag in het regentschap Jombang van de provincie Oost-Java, Indonesië. Wuluh telt 4157 inwoners (volkstelling 2010).